# 만달레도
만달레도는 미얀마 중부에 위치한 도다. 서쪽으로 세가잉도, 마궤도, 동쪽으로 샴주, 남쪽으로 베쿠도, 가인주와 접한다. 수도는 만달레이다. 도의 남쪽에는 미얀마의 수도인 네피도가 있다. 만달레도는 미얀마 경제 전체의 15%를 차지하는 중요한 지역이다.

## 역사
만달레도의 역사는 고지 미얀마의 역사와 상당 부분 일치한다. 현재의 수도인 네삐더를 비롯해 예전 버마족 왕조의 수도였던 버간, 어와, 아마라뿌라, 만달레가 모두 이곳에 위치한다. 
티베트버마어파를 사용하는 쀼족이 1세기 초에 만달레도를 포함한 미얀마 중부를 지배했다. 9세기 초에 쀼족은 윈난 성의 남조 왕국과의 전쟁으로 쇠퇴하였다. 버마족은 9세기에 윈난에서 이주해 849년에 버간이라는 도시를 세웠다. 바간 왕조는 이후 2세기 동안 점차 미얀마 중부를 지배해 나갔고 11세기 후반에는 미얀마 전체를 지배하게 되었다. 버마어와 문자가 버간 왕의 후원 하에 발달하게 되었다. 
바간은 1287년에 몽골에게 멸해졌고 미얀마 중부는 몽골(1287~1303), 민자잉(1298~1312), 삔야(1312~1364), 저가잉(1315~1364) 등 여러 지배자가 나타났다. 1364년에 아바의 버마족화된 샨족왕이 미얀마 중부를 재통일했다. 미얀마 중부는 1527년까지 어와, 1555년까지는 샨족의 모닌의 지배 하에 있었다. 버마 문학과 문화가 이 시기에 나타났다. 미얀마 중부는 1555년부터 1752년까지 따웅우 왕조의 일부였다. 지역의 일부는 잠시 몬족의 버고의 지배를 받기도 했다(1752~1753). 꼰바웅 왕조는 1885년 12월에 제3차 영국-미얀마 전쟁으로 고지 미얀마가 영국의 지배 하에 들어갈 때까지 이 지역을 지배하였다. 
영국은 고지 미얀마를 만달레, 메이틸라, 민부, 저가잉, 연방 샨주(남과 북)의 7개 도로 나누었다. 만달레도는 현재의 꺼친주를 포함하고 있었다. 1940년경에 메이틸라가 만달레도에 병합되었다. 만달레도를 포함한 고지 미얀마의 대부분은 1942년 5월부터 1945년 3월 사이의 제2차 세계 대전 중에 일본의 지배 하에 있었다. 1948년 1월에 미얀마가 영국으로부터 독립하였을 때 미찌나군과 반모군이 분할되어 꺼친주를 이루었다.

## 주요 도시
- 만달레
- 네삐도
- 삔마나
- 어머라뿌라
- 버간
- 메이틸라
- 어와
- 민창

## 행정 구역
7개의 군으로 구성된다. 
- 짜우새군
- 만달레군
- 메이틸라군
- 민짜군
- 냐웅우군
- 삔우륀군
- 야매띤군

## 인구
만달레도의 인구의 대다수는 버마족이다. 그러나 만달레 도시권에는 최근에 윈난에서 이주해 온 많은 중국인이 살고 있다. 또한 인도인도 만달레에 많이 거주하고 있다. 영국계 미얀마인의 거주지가 여전히 핀우린과 만달레에 존재한다. 많은 샨족이 구의 동쪽 경계를 따라 살고 있다. 
버마어는 구의 주요 언어이다. 그러나 만달레와 북쪽의 보석 광산 마을인 모곡에서는 중국어 사용자가 증가하고 있다. 

## 경제
농업이 주요 생계 수단이다. 만달레도의 주요 작물은 쌀, 밀, 옥수수, 땅콩, 참깨, 면화, 콩, 담배 등이다. 산업으로는 양조업, 방직업, 제당업 및 보석 광산이 있다. 만달레, 아마라뿌라, 바간, 삔우륀, 어와 등의 많은 역사 유적 덕분에 관광업은 만달레도의 경제에서 상당한 부분을 차지한다. 티크나무, 따납카나무와 같은 활엽수 또한 재배된다.

## 교육
미얀마에서 양곤과 만달레와 같은 주요 도시들을 제외하고는 교육의 기회는 극히 제한되어 있다. 공식적인 통계에 따르면 2005년에 4,467개의 초중교에 100만 명이 넘는 학생이 등록되어 있다. 그러나 초등학생 중 13%만이 고등학교로 진학한다. 